# Riccordia ricordii
El zunzún, esmeralda zunzún o esmeralda cubana (Riccordia ricordii) es una especie de ave apodiforme de la familia Trochilidae —los colibríes—, perteneciente al género Riccordia, anteriormente situada en el género Chlorostilbon. Es nativo de Cuba y Bahamas. 

## Nombres comunes
En Cuba es llamado zunzún y también colibrí, zumbador, zumbete, picaflor y trovador.

## Distribución y hábitat
Es común en toda Cuba (incluyendo Cayo Coco, Cayo Largo y  numerosos otros cayos) y la isla de Pinos; y en Bahamas (Gran Bahama, Gran Ábaco, Andros, Green Cay; es casual en el resto de Bahamas).
Esta especie ocupa una variedad de hábitats boscosos desde el nivel del mar hasta por lo menos los 1300m de altitud, excepcionalmente hasta los 1975 m en la isla de Cuba, aunque es más frecuente en tierras bajas, tanto en bosques abiertos húmedos como secos. En la Gran Bahama, es común en el sotobosque arbustivo de bosques de pino abiertos, y matorrales costeros, jardines, parques y plantaciones.

## Descripción

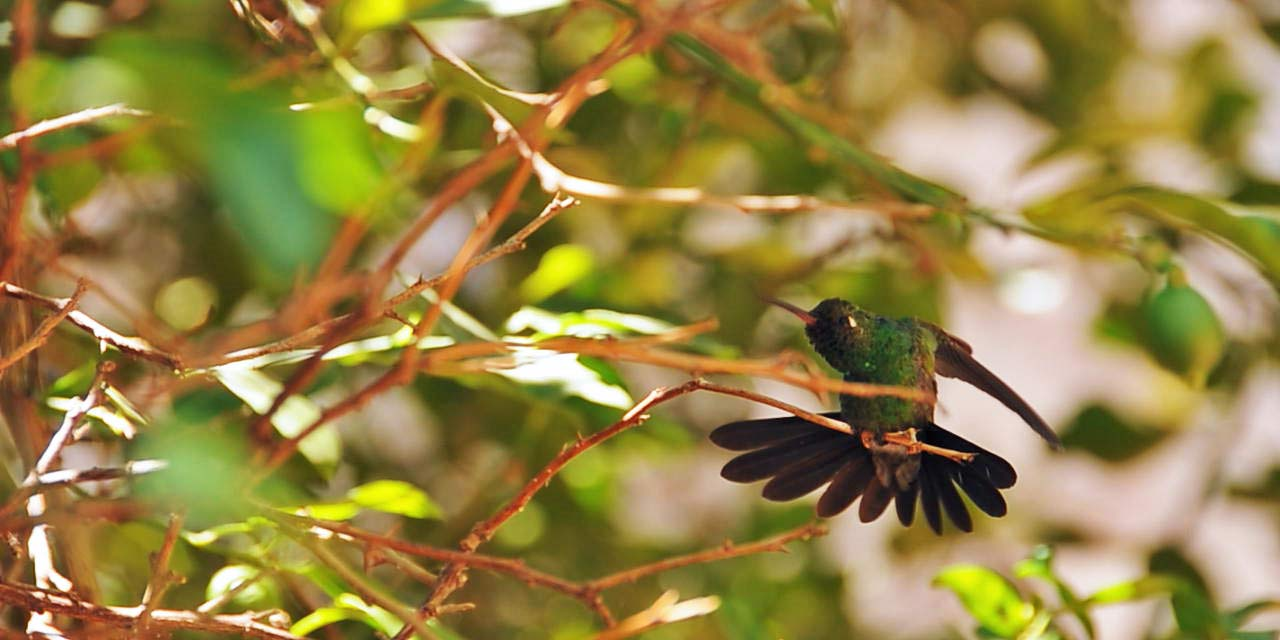
Zunzún sobre rama.

Mide cerca de 10 cm de longitud. El macho tiene su plumaje maduro a los tres años. Este es en el dorso verde metálico oscuro con iridiscencias azules o doradas, igual en el pecho pero con iridiscencias menos visibles. El vientre es de color menos brillante y del bajo vientre hacia atrás, bajo la cola, se vuelve blanco-grisáceo. La hembra es arriba más oscura y menos brillante que el macho y por abajo de la garganta al vientre es gris y en las cobijas inferiores de la cola es mucho más claro. Y son caracteres comunes a ambos sexos: las alas negruzcas y la cola larga, horquillada, ancha, negra y con reflejos violáceos. El pico largo, algo curvo, negro y en la base inferior rosado. Detrás de los ojos tienen una manchita blanca. El inmaduro es como la hembra pero más opaco en el dorso.
Hacen vuelo estático y en todas direcciones. Tienen ramitas preferidas para posarse a descansar. Se alimentan del néctar y de pequeños insectos en las flores y de arañas o insectos que cazan mientras vuelan. No caminan, solo pueden usar las patas para posarse como todos los apodiformes. Cuando liban las flores inclinan el cuerpo en cerca de 45 grados.

## Nido
La hembra anida sola, sin la participación del macho, en lugares poco frecuentados por ellos. Lo hace todo el año pero los nidos son más frecuentes en primavera. Suele ser fiel a los lugares donde anida pero nunca vuelve a usar el mismo nido. Lo construye en forma de copa a alturas de dos a cuatro metros del suelo, sobre una ramita fina bifurcada, a la sombra. Comienza construyendo con un ovillo de pajitas finas al que le agrega ramitas y raíces que le dan mayor resistencia y después le abre un hueco que agranda y moldea con su cuerpo. Luego reviste el interior con fibras vegetales finas, líquenes y también telas de arañas, que igualmente pega por fuera. Además pega por fuera hojas o cortezas finas como las de Bursera para impermeabilizar el nido. Queda finalmente hondo y espeso, y pone en él dos huevos blancos, largos 13 mm y anchos 9 mm. Mientras anida la hembra es muy celosa de la presencia de sus congéneres cerca del nido. Es muy agresiva también contra animales de cualquier tamaño que se acerquen. La madre alimenta a los jóvenes después de abandonar el nido y los entrena para que puedan valerse por sí solos.

## Sistemática

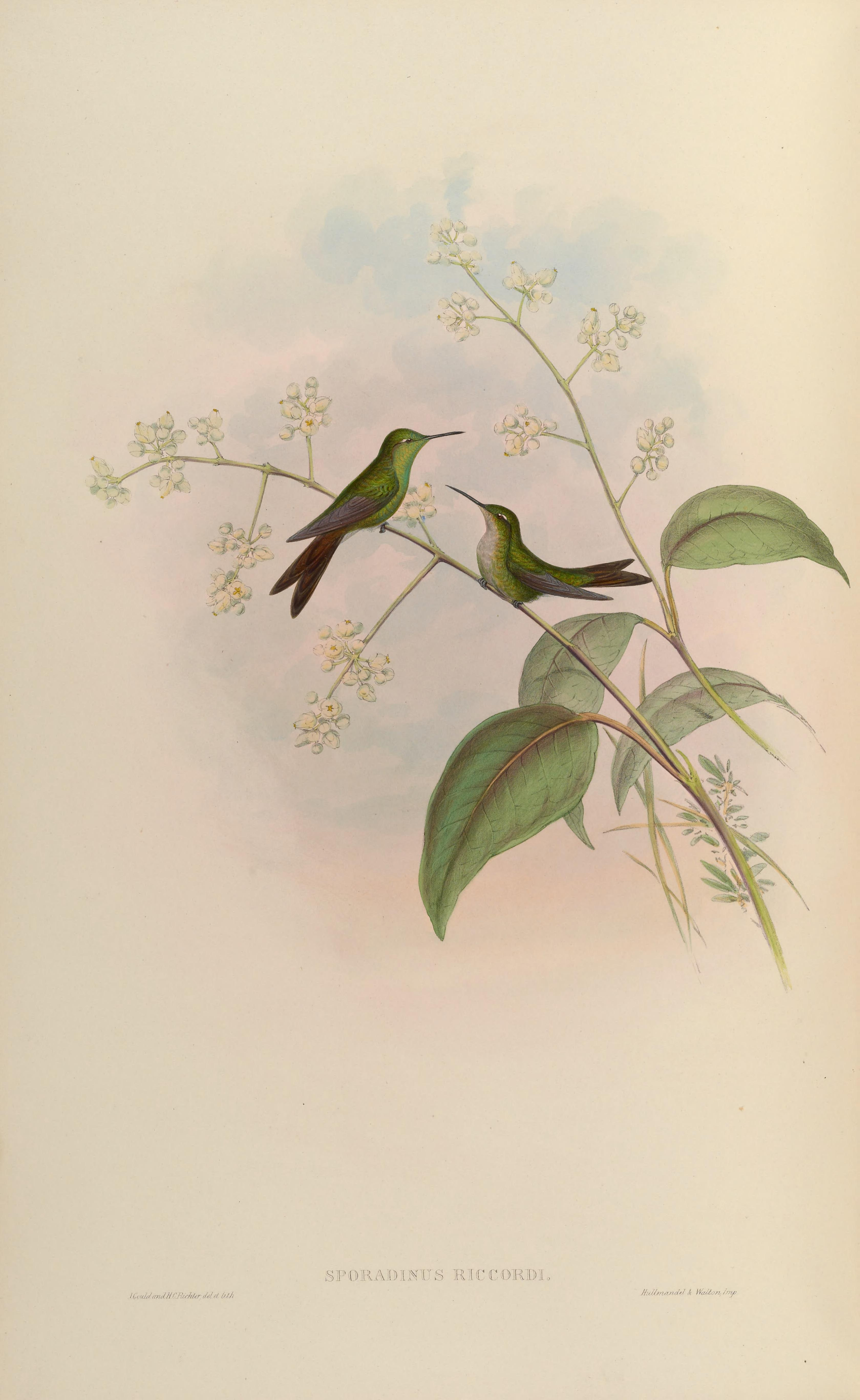
Sporadinus riccordi sinónimo de Riccordia ricordii, ilustración de Gould y Richter en A Monograph of the Trochilidæ, or Family of Hummingbirds 5, 1861.

### Descripción original
La especie R. ricordii fue descrita por primera vez por el naturalista francés Paul Gervais en 1835 bajo el nombre científico Ornismya ricordi, corregido en la misma publicación para Trochilus ricordi; su localidad tipo es: «Santiago, Cuba».

### Etimología
El nombre genérico femenino «Riccordia» proviene del nombre específico Ornismya ricordii cuyo epíteto «ricordii» conmemora al médico y naturalista francés Alexandre Ricord (nacido en 1798).

### Taxonomía
La presente especie, junto a Chlorostilbon maugaeus y C. swainsonii estaban anteriormente situadas en el género Chlorostilbon. Un estudio genético-molecular de McGuire et al. (2014) demostró que Chlorostilbon era polifilético. En la clasificación propuesta para crear un grupo monofilético, estas especies, así como también la especie Cyanophaia bicolor, que se demostró estar embutida entre estas especies de Chlorostilbon citadas, fueron transferidas al género resucitado Riccordia que había sido propuesto en 1854 por el ornitólogo alemán Ludwig Reichenbach con Ornismya ricordii como especie tipo. Este cambio taxonómico fue seguido por las principales clasificaciones.
En el pasado, la especie Chlorostilbon bracei fue incluida como una subespecie extinta de la presente, pero actualmente es mejor tratada como una especie separada, extinta. Por lo tanto, la presente es monotípica.

## Galería

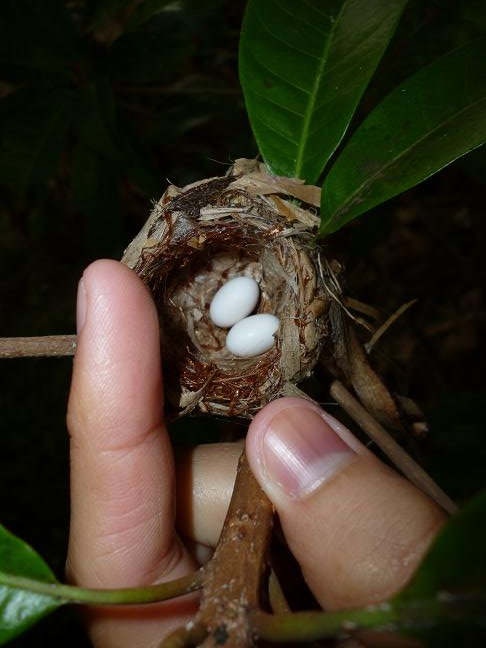
Nido de zunzún en San Luis, Pinar del Río.
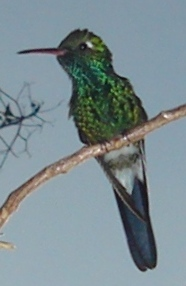
Zunzún macho en La Habana.
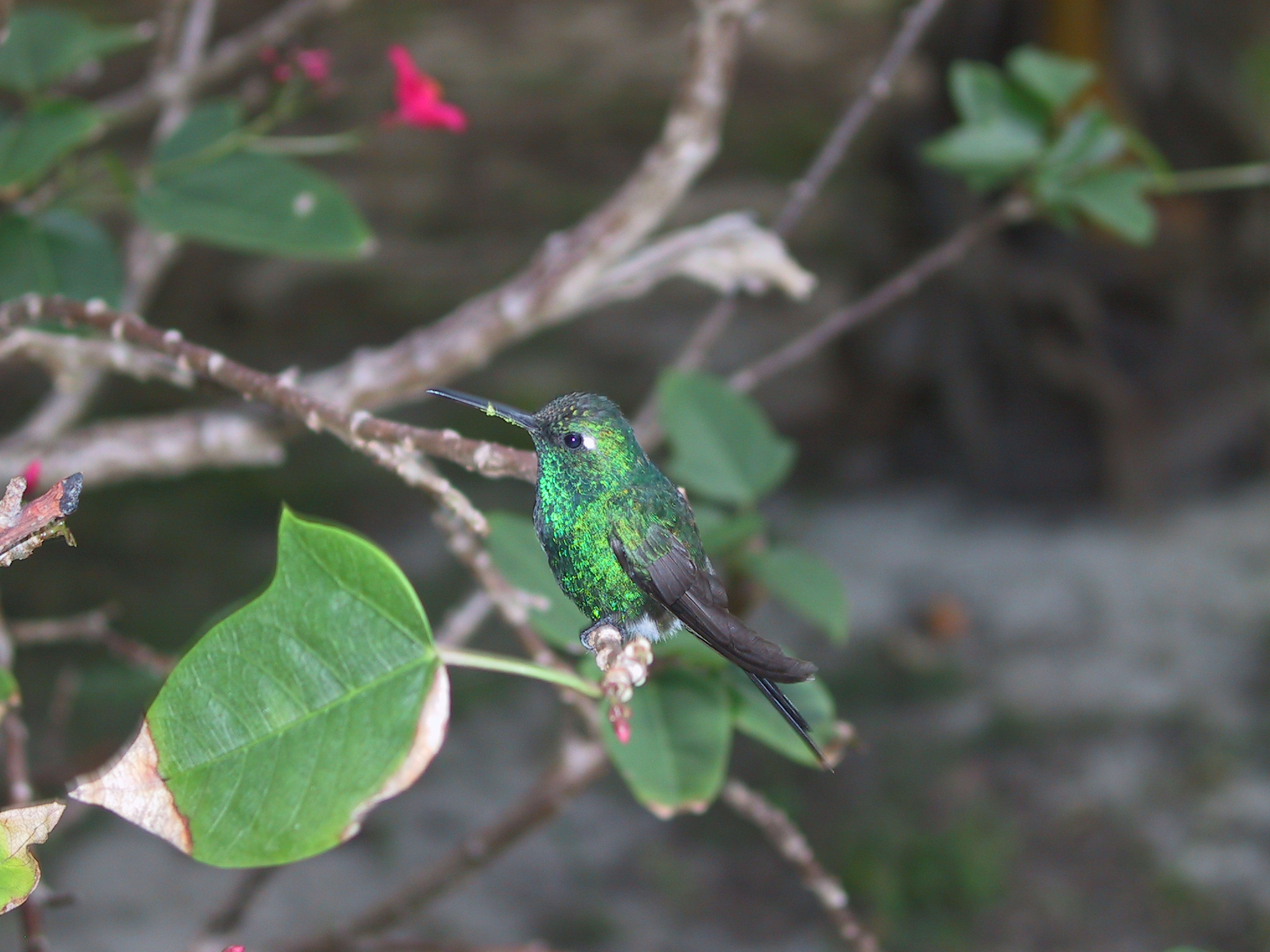
Zunzún en Guardalavaca.
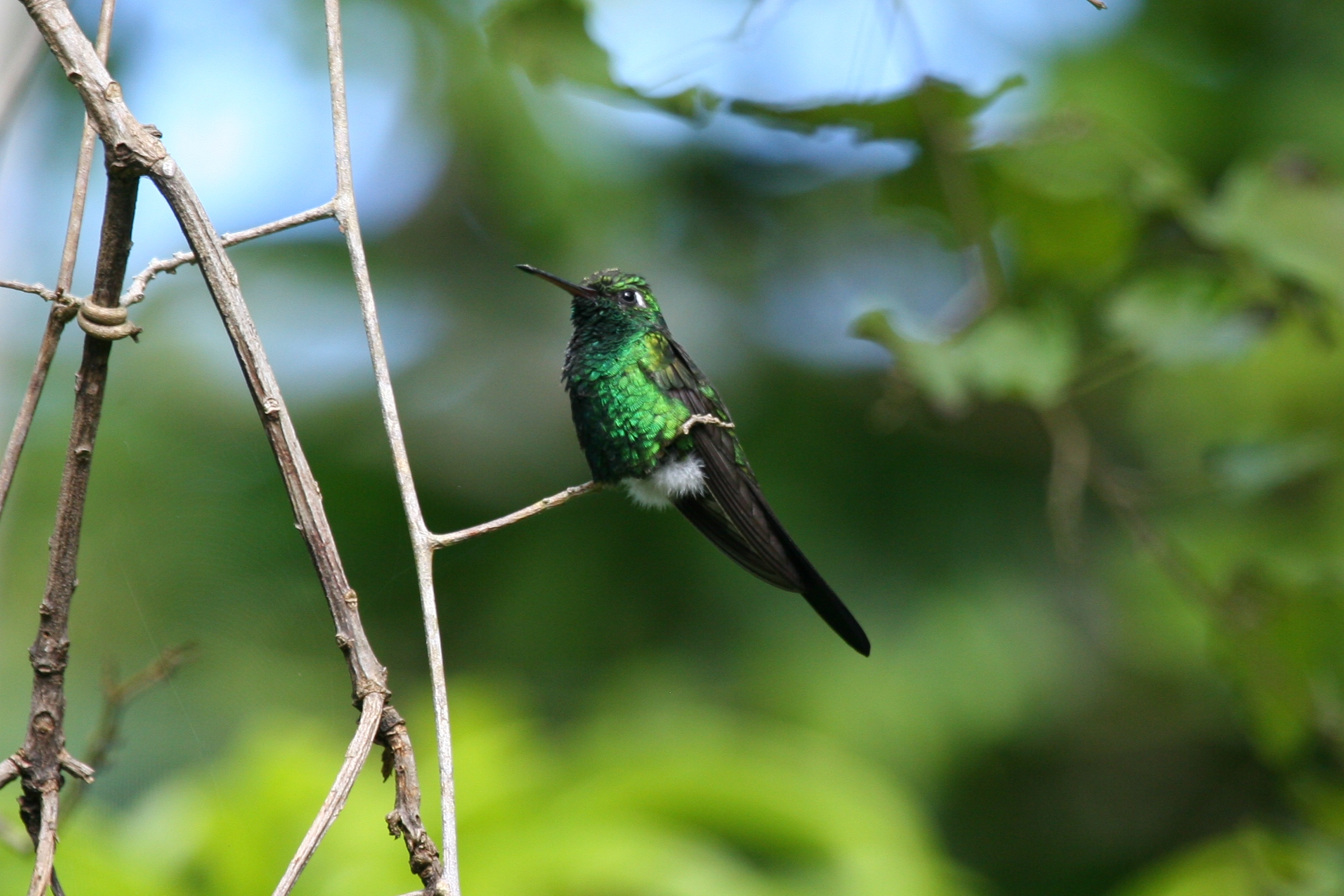